# Didier Hallépée
Didier Hallépée, né le 7 septembre 1955 à Saint-Maur-des-Fossés (Val-de-Marne) et mort le 3 août 2015, est un écrivain français, auteur de livres techniques et de livres animaliers. Il est l'auteur d'une centaine d'ouvrages consacrés aux chats, à l'histoire, aux jeux, mais aussi de romans, de poésies et d'ouvrages scientifiques et techniques.

## Biographie
Didier Hallépée est un ancien élève de l'École polytechnique. Il est titulaire d'un doctorat de mathématiques et d'un doctorat d'informatique. Il a également été capitaine de cavalerie, ainsi que consultant en informatique et en monétique, en moyens de paiements et en sécurité. Il a été vice-président d'EESTEL, l'association des Experts Européens en Systèmes de Transactions ELectroniques et administrateur du pôle TES, pôle de compétitivité consacré aux Transactions Electroniques Sécurisées. Ayant suivi de nombreuses formations, il a voulu faire partager ses connaissances en rédigeant des livres techniques.
Par ailleurs, Didier Hallépée était un passionné du chat mau égyptien. C'est lui qui a introduit cette race en France en 1997 et a fondé l'Association Internationale du Mau Egyptien dont il était président. Il était également membre du conseil scientifique du Loof (Livre Officiel des Origines Félines), l'organisme qui préside aux destinées des chats de race en France.

## Œuvres
- 1976 : Djambi, l'échiquier de Machiavel, L'impensé radical
- 1981 : Échecs : variantes féériques, L'impensé radical
- 1985 : Axiologie, la maîtrise de la qualité informatique, L'impensé radical
- 1989 : Cindynique, le risque en informatique, L'impensé radical
- 1990 : Cindynique et Axiologie, les piliers de l'informatique de demain, Editions Soliec
- 1993 : Histoire de la monétique, éditions de la Vallée aux Loups
- 2009 : Le Chat Mau Egyptien, Carrefour du Net
- 2009 : Citations et proverbes - chats et chiens, Carrefour du Net
- 2009 : L'univers de la monétique, Carrefour du Net
- 2009 : Le Sepa, Single Euros Paiement Area, Carrefour du Net
- 2009 : CMPI-CMSI - Qualité et Sécurité Informatique, Carrefour du Net
- 2009 : préface du Coffret des Savoirs de Claude-Aimé Motongane, Carrefour du Net
- 2010 : Mot à Mau - les pensées du chat mau (façon Bande Dessinée), Carrefour du Net
- 2010 : Pensées Royales Canines - les pensées du King Charles (façon Bande Dessinée), Carrefour du Net
- 2011 : Le chat de race et son histoire
- 2011 : À mes enfants
- 2012 : Mon opérateur télécom me vole-t-il ?
- 2013 : La Gouvernance des systèmes d’information
- 2013 : Le boulier, l'art de compter avec les doigts
- 2013 : Nombres en folie, en collection
- 2014 : Histoire de l’art, en collection
- 2014 : La Finance par les citations, en collection
- 2014 : La Culture générale par les citations, en collection
- 2014 : Le Monde économique par les citations, en collection
- 2014 : La saga des Alespée
- 2014 : La trilogie de Normandie[2].

### e-books
- 2000 : L'euro : réussir la transition, e-book
- 2001 : CMPI, la conduite maîtrisée des projets informatiques
- 2003 : CMSI, la conduite maîtrisée de la sécurité informatique
- 2003 : Le chat mau égyptien
- 2003 : Le chat - citations et proverbes
- 2003 : Le chien - citations et proverbes
- 2008 : L'univers de la monétique
- 2010 : À ma fille
- 2010 : Règles du Djambi à 3, 4 et 6 joueurs
- 2010 : Règles du Sabacc
- 2010 : Mon chat m'a dit, mon chien m'a dit (bilingue)[2].

## Vie privée
Didier Hallépée est le fils de Bernard Hallépée, horloger, et de Christiane Mérinis, bijoutière. Il est le père de trois enfants : Laureen, Leia et Jacen.
Il a par ailleurs été secrétaire, président (1998-2012) puis président honoraire de l’Association internationale du mau égyptien (AIME), secrétaire (1989-1994) puis secrétaire honoraire, à partir de 1994, de la Fédération française de go.